# Rivula innotabilis
Rivula innotabilis är en fjärilsart som beskrevs av Walker 1863. Rivula innotabilis ingår i släktet Rivula och familjen nattflyn. Inga underarter finns listade.